# GGP Media
GGP Media (ehemals Karl-Marx-Werk Pößneck, von 1990 bis 2000 Graphischer Großbetrieb Pößneck) ist ein deutsches Unternehmen der Druckindustrie mit Sitz in Pößneck. Es stellt vor allem gedruckte Bücher und E-Books her. Das Unternehmen gehört zur Bertelsmann Printing Group, Europas größter Druckereigruppe.

## Geschichte
Die Geschichte des Unternehmens geht auf den 1891 im thüringischen Pößneck gegründeten Vogel Verlag zurück. Nach dem Zweiten Weltkrieg wurde der Betrieb verstaatlicht, woraufhin sein Inhaber Ludwig Vogel ins bayerische Coburg abwanderte. Der Buchverlag ging im Thüringer Volksverlag auf, die Buchherstellung erhielt den Namen Karl-Marx-Werk Pößneck. Dieses entwickelte sich zur größten Buchfabrik der DDR. Nach der Wende machte die Treuhand aus der Druckerei eine Kapitalgesellschaft unter dem Namen Graphischer Großbetrieb Pößneck. Im Oktober 1990 erwarb der internationale Medienkonzern Bertelsmann das Unternehmen. Anschließend wurde das Werk umfassend modernisiert.
Das Unternehmen steuerte einen großen Teil zum Wachstum der Druck- und Industriesparte von Bertelsmann in den frühen 1990er Jahren bei. Dennoch erreichte die Druckerei nicht das Produktivitätsniveau westdeutscher Betriebe. Erst Mitte der 1990er Jahre gelang durch ein Restrukturierungsprogramm der Turnaround. Außerdem konzentrierte sich das Unternehmen fortan auf die Produktion einfarbiger Bücher. Es avancierte zum deutschen Marktführer in diesem Bereich. Im weiteren Verlauf baute Bertelsmann den Graphischen Großbetrieb Pößneck und andere Unternehmen der Druck- und Industriesparte zum weltweiten Mediendienstleister um. Die Druckerei wurde Teil des Unternehmensbereichs, der 1999 den Namen Arvato erhielt. Mit Umbenennung von Mohndruck in Mohn Media führte man auch für das thüringische Werk die Bezeichnung GGP Media ein.
In den ersten zehn Jahren nach der Übernahme durch Bertelsmann stieg der Umsatz von GGP Media auf 200 Millionen Mark. Nach der Jahrtausendwende investierte der Konzern weiter massiv in den Standort Pößneck, beispielsweise in Form moderner Druckmaschinen oder einer neuen Halle für die Buchbinderei. GGP Media wurde zu einem der wichtigsten Unternehmen in der Region und Marktführer für einfarbige Bücher in Europa. 2010 erweiterte man das Portfolio um die Produktion von E-Books und Satzdienstleistungen. Ungeachtet dessen geriet die gesamte Druckindustrie in den 2010er Jahren immer stärker unter Druck. Grund dafür waren unter anderem Überkapazitäten und sinkende Auflagen. GGP Media begegnete dieser Entwicklung mit Investitionen in den Digitaldruck und der Automatisierung von Arbeitsprozessen. Bertelsmann unterstützte die Strategie mit Gründung der Bertelsmann Printing Group zum 1. Januar 2016. GGP Media ist eine von insgesamt 13 weitgehend selbstständig agierenden Geschäftseinheiten der Unternehmensgruppe.

## Leistungen
Zielgruppe von GGP Media sind in erster Linie Buchverlage. Während sich Mohn Media traditionell auf farbige Werke spezialisiert hat, ist seit der Verlagerung der Produktion von Elsnerdruck 2002 das sogenannte „Schwarz-Weiß-Buch“ in Pößneck angesiedelt. Neben der Vorstufe, der Produktion in gedruckter und digitaler Form, der Weiterverarbeitung und Veredelung übernimmt GGP Media beispielsweise die Logistik und Auslieferung von Büchern. Zu den bekanntesten Werken der Druckerei zählen Titel der Reihen „Harry Potter“ und „50 Shades of Grey“. Außerdem druckte GGP Media mit „Der Schwarm“ von Frank Schätzing das erste FSC-zertifizierte Buch für den deutschen Markt.